# Krösus

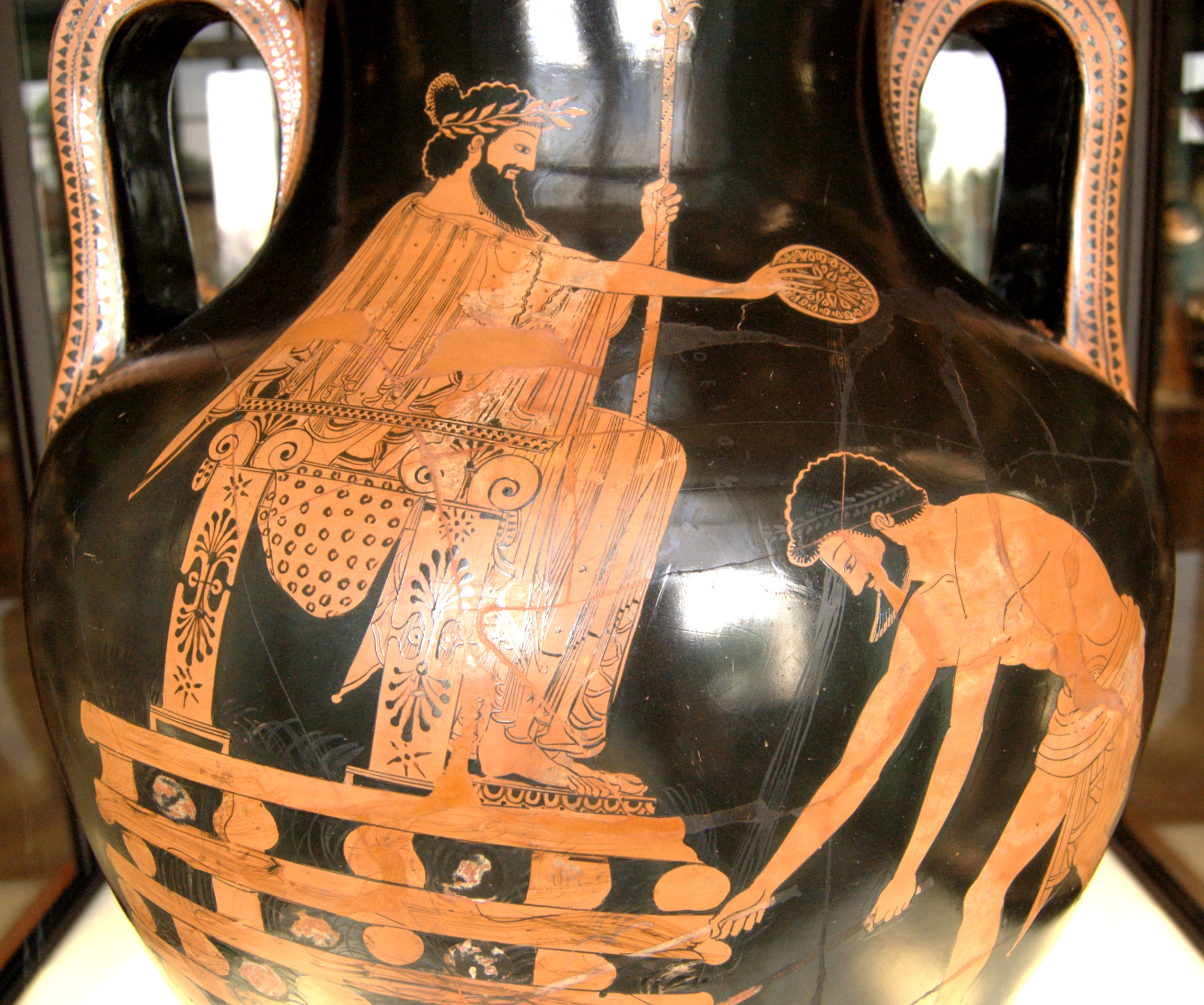
Kung Krösus på grekisk amfora 500-490 f.Kr.

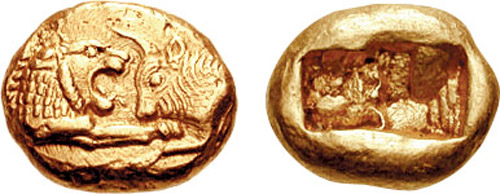
Guldmynt från Krösus tid.

Krösus (grekiska Κροῖσος, Kroisos, latin Croesus) var den siste kungen i det antika riket Lydien i västra delen av Mindre Asien. Han var son till Alyattes II som dog 560 f.Kr. och efterträdde honom då som kung. Han förlorade sitt rike till perserna i kriget mot Kyros II 546 f.Kr. men levde därefter i över tjugo år.
Vid trettiofem års ålder besteg han tronen efter att fadern dött, och genom erövringar utvidgade Krösus riket österut ända till floden Halys. Därefter erövrade han den joniska staden Efesos och gjorde också de övriga grekiska stadsstaterna i Jonien skattskyldiga, men lät dem i övrigt behålla sin frihet och sökte deras välvilja. Uppblåst över sin makt och rikedom gjorde han anspråk på att gälla som den lyckligaste bland dödliga, och enligt en av kronologiska skäl tvivelaktig saga blev han arg när den vise atenaren Solon inte ville prisa hans lycka.
Perserkonungen Kyros II hade nyligen betvingat Krösus svåger, kung Astyages av Medien. Krösus sökte nu utvidga sin makt och gick i krig med perserna. Han allierade sig med babylonierna, egyptierna och spartanerna, och litade på oraklet i Delfi, som på hans förfrågan gett det tvetydiga svaret att om Krösus skulle gå över floden Halys skulle han störta ett mäktigt rike. Han gick därför över floden och angrep först de kappadokiska syrierna.
Kyros ryckte fram till svar, och efter en oavgjord drabbning drog Krösus sig tillbaka till Sardes, där han inneslöts av Kyros och efter 14 dagars belägring måste ge sig fången (546 eller 541 f.Kr.). Kyros behandlade honom väl och behöll honom alltid i sin närhet som vän och rådgivare. Om anledningen till denna mildhet mot den besegrade fienden finns två olika uppgifter. Enligt Herodotos dömdes Krösus att brännas levande och stod redan på bålet, då han mindes Solons yttrande att ingen bör prisas lycklig före sin död. Tre gånger ropade han Solons namn, och när Kyros, som hörde detta utrop, fick reda på dess betydelse blev han så tagen av hänsyftningen på all mänsklig lyckas förgänglighet att han skänkte Krösus livet. En annan forntida hävdatecknare, Ktesias, berättar att Krösus, som tagit sin tillflykt i Apollons tempel, fyra gånger blivit belagd med kedjor, men alla fyra gångerna på ett underbart sätt befriats från dessa, vilket Kyros tolkade som ett tecken till att den fångne konungen stod under skydd av den gud åt vilken han alltid med förkärlek ägnat sin dyrkan. 
Det sägs även att Kyros skänkte Krösus staden Barene i närheten av Ekbatana. Enligt Herodotos skall Krösus efter Kyros död ha levat hos dennes son Kambyses II.

## Eftermäle
Krösus är känd som ofantligt rik och högmodig, och har därför gett upphov till epitetet krösus om någon med dessa egenskaper (jämför till exempel figuren Krösus Sork i serietidningen Bamse). Han sägs även vara den förste i världshistorien som infört ett system med mynt. Krösus påbörjade även bygget av Artemistemplet i Efesos, ett av världens sju underverk.